# Alice Hart (Philanthropin)
Alice Hart, geborene Alice Marion Rowland (* 1848 in Lower Sydenham, London; † 1931) war eine englisch-britische Apothekerin, Medizinerin, Philantropin, Designerin und Geschäftsfrau.

## Leben
Hart wurde eines der acht Kinder von Alex William Rowland († 1869) und seiner Frau Henrietta Maria Margeretta Ditges († 1851) geboren. Der Vater war Kaufmann mit einem Familienvermögen aus der Ölgesellschaft Rowland Macassar. Die Familie lebte in London in Lower Sydenham. Hart wurde an der Apothecaries Society in London ausgebildet und studierte anschließend Medizin in Paris. Eine ihrer Schwestern, Fanny, war schwer hirngeschädigt. Eine andere Schwester war Dame Henrietta Barnett, die wie Hart ihr Vermögen für philanthropische Ziele einsetzte.
1872 heiratete sie Ernest Hart (1835–1898) und wurde seine zweite Ehefrau. Ernest Hart war Chirurg und von 1866 bis zu seinem Tod Herausgeber des British Medical Journal. Er schrieb zahlreiche Bücher über medizinische und sanitäre Reformen und war wie seine Frau stark philanthropisch veranlagt.
Ebenfalls 1872 beantragte Hart zusammen mit Rose Minshull und Louisa Stammwitz erfolgreich, dass Frauen die Labors der Pharmaceutical Society of Great Britain nutzen durften. Diese drei waren auch die ersten Frauen, die 1873 die Mitgliedschaft in der Socitey beantragten. Nach vielen Ablehnungen erhielten Minshull und Stammwitz nach 1879 die Mitgliedschaft.
1883 reiste Hart mit ihrem Mann in die County Donegal, wo sie auf extreme Armut stießen. Hart rief öffentlich zu Geldspenden auf, um die akuten Probleme zu lösen, sah aber auch die Notwendigkeit, die chronische Arbeitslosigkeit in der Region zu bekämpfen.. Sie war beeindruckt vom Niveau der lokalen Handwerkskunst und beschloss, dass die beste Option darin bestand, die lokalen Handwerksbetriebe wiederzubeleben, insbesondere die Tweedweberei. Ende 1883 wurde der Donegal Industrial Fund ausgestattet mit einem Kapital von 50 Pfund und Vermarktungskontakten in London gegründet. 1884 wurde der Donegal-Tweed auf der Londoner Internationalen Gesundheitsausstellung gezeigt und war so erfolgreich, dass Hart ein Geschäft in London eröffnete. Hart arbeitete mit den lokalen Webern zusammen, indem sie ihnen Entwürfe und Beispiele für schottische Tweeds schickte und mit Farbstoffen aus lokalen Pflanzen experimentierte. Dabei wurden Farbstoffe entwickelt, die auch mit einer Medaille des Sanitary Institute of Great Britain ausgezeichnet wurden.
1885 erweiterte Hart ihr Betätigungsfeld und bat irische Frauen um Hilfe bei der Einrichtung von Stickereischulen, aus denen die Kells embroidery-Schulen hervorgingen. Im ganzen Land wurden Kurse abgehalten, in denen das Sticken von Flachs auf Leinen anhand von Motiven aus irischen Handschriften und japanischer Kunst gelehrt wurde. Hart könnte die japanischen Motive selbst entworfen haben, da sie und ihr Mann eine bedeutende Sammlung japanischer Kunst besaßen und sie eine bekannte Aquarellmalerin war. Ihre Bilder wurden sowohl in der Dudley- als auch in der Dowdeswell-Galerie ausgestellt und 1895 vom Magazine of Art für ihre fernöstlichen Landschaften gelobt.
Die Kells-Schulen stellten Haushaltsgegenstände her, die 1885 auf der International Inventions Exhibition in London ausgestellt wurden, wo sie eine Goldmedaille gewannen. 1886 zog der Donegal Industrial Fund in ein größeres Gebäude in der Londoner Wigmore Street um, das als Donegal House  bekannt wurde. Der Funde erhielt einen Zuschuss, um weitere Schulen für den Unterricht in Weberei und Stickerei eröffnen zu können. Hart investierte auch ihr eigenes Geld und das ihrer Freunde in das Unternehmen. Im Jahr 1888 stellte sie auf derIrish Exhibition in Olympia, London, erfolgreich ein „industrielles Dorf in Donegal“ vor. Sie setzte auf das Handwerk und investierte in Schreinerei und Holzschnitzerei. Landarbeiter aus Donegal wurden zur Ausbildung in das Regent Street Polytechnic  gebracht, bis im Oktober 1891 eine Werkstatt in Gweedore eröffnet wurde. Neben den üblichen Haushaltswaren erhielt der Laden auch Aufträge von Leuten wie Ishbel Maria Hamilton-Gordon. Sie unterstützte Hart zunächst bei der Schaffung eines „industriellen Dorfs“ auf der Weltausstellung in Chicago 1893, obwohl ein späterer Streit dazu führte, dass zwei solcher Dörfer gezeigt wurden.
1895 veröffentlichte sie ein Buch über Diät bei Erkrankungen bzw. zur Unterstützung des Heilungsprozesses. Nach einer Reise nach Birma mit ihrem Mann schrieb sie ein Buch über Land und Leute, das 1897 erschien.
1896 zog sich Hart aus der Verwaltung des Donegal Industrial Funds zurück, möglicherweise aufgrund der schlechten Gesundheit ihres Mannes, der im Januar 1898 starb. Sie malte weiter und wurde 1904  Herausgeberin von House Beautiful. Sie starb kinderlos im Jahr 1931.
Der Donegal Industrial Fund unter Hart gehörte zu den am meisten unterstützten Unternehmen seiner Art und wurde in populären Frauenzeitschriften wie Queen, the Lady's World und Woman's World sowie in seriöseren Zeitungen wie dem British Architect und dem Irish Textile Journal enthusiastisch vorgestellt, aber nach ihrem Rückzug überlebte er nicht lange.
Ihre Schwester schrieb über sie: 

„She is very clever, generousminded enough to forgive injuries, humble enough to forget them, full of the passion of pity and self- forgetful enthusiasm, with a child-like confidence in everyone which none of the disappointments she has suffered ever quenches. She narrates brilliantly but dislikes discussion, the bent of her mind being assertively scientific, and her interests those of chemistry applied to industrial enterprises. She reads voraciously, sketches dramatically, has a sunny temper, and is a trained doctor and an observant nurse.“

„Sie ist sehr klug, großzügig genug, um Verletzungen zu verzeihen, bescheiden genug, um sie zu vergessen, voller Mitleid und selbstvergessenem Enthusiasmus, mit einem kindlichen Vertrauen in jeden, das durch keine der Enttäuschungen, die sie erlitten hat, je unterbrochen wird. Sie ist eine brillante Erzählerin, aber sie mag keine Diskussionen, denn ihr Geist ist sehr wissenschaftlich, und ihre Interessen sind die der Chemie, angewandt auf Industrieunternehmen. Sie liest unersättlich, zeichnet dramatisch, hat ein sonniges Gemüt und ist eine ausgebildete Ärztin und aufmerksame Krankenschwester.“

## Werke (Auswahl)
- Diverse Artikel, Pamphlete und Vorträge zu den Zuständen in Donegal und die Arbeit des Donegal Industrial Fund, zum Beispiel
  - Alice Hart: The Cottage Industries of Ireland, with an Account of the Work of the Donegal Industrial Fund. Hamilton, Adams, London 1887 (Vortrag vor der  Society of Arts am 11. Mai 1887).
  - Mrs Ernest [Alice] Hart: Cottage industries and what they can do for Ireland. In: Londonderry Sentinel. 29. August 1901, S. 13–14.
- Mrs. Ernest Hart: Diet in sickness and in health. Scientific Press, London 1896 (archive.org).
- Mrs. Ernest Hart: Picturesque Burma. J. M. Dent, London 1897 (archive.org).